# Warthog (Halo)
O M12 LRV Warthog é um veículo fictício que aparece na franquia de jogos eletrônicos Halo. Um veículo utilitário militar leve com uma torre de armas montada na parte traseira, ele aparece na maioria dos principais títulos Halo como um veículo dirigível. Várias réplicas funcionais do Warthog foram mais tarde criadas na vida real, incluindo pela Weta Workshop para uso no filme cancelado de Halo. Desempenhando um papel importante na definição do design de nível e gênero de Halo: Combat Evolved durante o desenvolvimento, o Warthog é um aspecto icônico da série Halo e elogiado por seu design, embora a maneira como foi integrado à jogabilidade da série tenha recebido uma resposta mista.

## Desenvolvimento
Quando Halo ainda estava em desenvolvimento como um RTS, o Warthog foi originalmente concebido como um tanque que Master Chief, então chamado de "Super-Soldier", usaria em conjunto. Posteriormente, foi alterado para seu design atual, com Master Chief sendo feito mais detalhado para seções de condução em terceira pessoa. O designer Jaime Griesemer afirmou que "Acho que o Warthog é a verdadeira razão de Halo se tornar um jogo de ação", dizendo que "foi tão legal assistir um esquadrão de jipes dirigindo pelo terreno [que] queríamos dirigi-los nós mesmos". Creditando todo o design final de Halo ao Warthog, ele afirmou que "de certa forma, Halo é a história do Warthog e do universo que construímos para conduzi-lo".

## Representação
O Warthog é descrito como um veículo leve de reconhecimento rápido e manobrável. É um veículo para todo-terreno de quatro rodas com uma metralhadora de três canos de 12,7 mm montada na traseira. O Warthog pode ser tripulado por três pessoas; um motorista, um passageiro armado e um atirador. Halo 2 adicionou a habilidade de fazer um power slide no Warthog, e uma variante anti-blindagem (o M12G1 LAAV) armado com um canhão gauss de 25mm. Nos jogos, os soldados do UNSC sobem no Warthog quando solicitados a fornecer suporte ao personagem principal, como guarnecer a torre.
Em Halo Wars, o Warthog é uma unidade de patrulha rápida que pode atropelar os inimigos.

### Em outras mídias
Uma réplica do Warthog em tamanho real foi construída pela Weta Workshop para uso no filme cancelado do diretor Neill Blomkamp, Halo. Era baseado em uma plataforma de caminhão Nissan Patrol 4x4 e era totalmente funcional com um motor a diesel de seis cilindros, tração nas quatro rodas, chassi customizado e blindagem corporal combinada.
O Warthog aparece em Forza Motorsport 4 mas não é um veículo jogável, segundo Dan Greenawalt "... ele tem uma tecnologia incorporada à Halo que teria sido um grande investimento para nós incorporarmos ao jogo apenas para suportar um veículo".
O Warthog aparece como um veículo jogável em um crossover com Forza Horizon 3 e Forza Horizon 4, e em Rocket League no Xbox One.

## Merchandise
A WizKids lançou um modelo do Warthog para seu jogo de miniaturas colecionáveis Halo ActionClix.

## Recepção
O Warthog foi chamado de "favorito dos fãs", e "icônico" pelos críticos. Kristen Lee do Jalopnik afirmou que "a diversão do Warthog [...] é dirigir por aí e derrubar inimigos com a grande arma", mas criticou o manuseio do veículo, dizendo que era "lento, desleixado nas curvas" e "difícil de controlar", e que não foi alterado ao longo da série. Nicole Carpenter, do Polygon, criticou os pilotos de IA na série, comentando que eles "sempre foram muito ruins" no que diz respeito à sua capacidade de manobrar o Warthog com competência, e apontou Halo: Reach como o pior da série neste aspecto.

## Influência cultural
A réplica Warthog construída pela Weta Workshop foi exibida no porto de Sydney no início de agosto de 2009. Outra réplica do Warthog foi construída pelo fã de Halo Bryant Havercamp e é um veículo legalizado para as ruas. Um Warthog apareceu junto com um folião vestido como um soldado Spartan na Parada do Orgulho de Seattle de 2013, que foi endossado por um representante da 343 Industries.
Em janeiro de 2008, o Kotaku relatou que o design do então recém-revelado Hummer HX era muito semelhante ao Warthog, embora Carl Zipfel, diretor de design exterior da GM negasse a associação. Elon Musk afirmou no Twitter que o Tesla Cybertruck também foi inspirado no design do Warthog, chamando-o de "Warthog na vida real!"